# 中国館 (エプコット)
中国館（チャイナ・パビリオン、China Pavilion）は、アメリカ合衆国フロリダ州のウォルト・ディズニー・ワールド・リゾートにあるディズニーパーク「エプコット」のワールド・ショーケースの一部である。パビリオンは、ノルウェー館とドイツ館の間に位置している。

## 配置
中国館は北京の天壇をモデルとした建物や中華式の庭園などで構成されている。

## アトラクションとサービス

### アトラクション
- リフレクション・オブ・チャイナ（華夏印象）（Reflections of China）:360度のスクリーンで中国の歴史や文化を体験できる。

### レストラン
- ナイン・ドラゴンズ（九龍飯店）（Nine Dragons Restaurant）
- ロータス・ブロッサム・カフェ（仙蓮軒）（Lotus Blossom Cafe）

### エンターテイメント
- ドラゴン・レジェンド・アクロバッツ（伝説の龍雑伎団）（Dragon Legend Acrobats）

### キャラクター・グリーティング
- ムーラン、ムーシュー（ムーラン）

## トリビア
- 当時新人であったクリスティーナ・アギレラの、1998年のディズニー映画「ムーラン」の主題歌である、「リフレクション（Reflection）」のミュージックビデオの撮影にエプコットの中国館が使用された[1]。なお、クリスティーナは10代の時にディズニー・チャンネルの「ミッキー・マウス・クラブ」に出演していたことがある[2]。